# Route nationale 197
Die Route nationale 197, kurz N 197 oder RN 197, ist eine französische Nationalstraße auf Korsika, die 1836 zwischen Calvi und Ponte Leccia festgelegt wurde. 1862 wurde sie bis Prunete verlängert. Ihre Länge wuchs auf 146 Kilometer. 1973 wurde diese Verlängerung rückgängig gemacht, außerdem wurde sie über L'Île-Rousse auf der Trasse der N199 bis Lozari verlegt und von dort ging es dann über den Route forestière 3 weiter nach Belgodère zur ursprünglichen Führung:
- N 197 Calvi – Lumio
- N 199 Lumio – Lozari
- F 3 Lozari – Belgodère
- N 197 Belgodère – Ponte Leccia

1991 wurde zwischen Monetta und der N197 nördlich von Ponte-Leccia eine neue Straße unter der Nummer N1197 eröffnet. 2010 wurde die N197 auf diese Strecke verlegt und ihre alte Führung in N2197 umnummeriert. Die aktuelle Führung der N197 soll in Zukunft als Route Territoriale 30 geführt werden.

## N 1197
Die Route nationale 1197, kurz N 1197 oder RN 1197, war eine französische Nationalstraße auf Korsika, die 1991 zwischen Lozari und der N197 nordwestlich von Ponte Leccia in Betrieb genommen wurde. Sie besteht dabei aus der Trasse der alten N199, der Départementstrasse 8 und einem Neubauabschnitt, der etwa die Hälfte Teil der 30 Kilometer langen Strecke ausmacht. 2010 erfolgte die Umnummerierung auf N197 – zeitgleich wurde die bisherige Trasse der N197 zur N2197.

## N 2197
Die Route nationale 2197, kurz N 2197 oder RN 2197, ist die alte Trasse der N197, die 2010 auf die Trasse der N1197 gelegt wurde.